# Kaj (Iran)
Pour les articles homonymes, voir Kaj.
Kaj (persan : کاج) est une ville du district central situé dans la préfecture d'Ardal dans la province du Tchaharmahal-et-Bakhtiari en Iran, à environ 100 km au sud-ouest de Shahrekord. 

## Population
La population y est essentiellement constituée de Lors bakhtiaris. Lors du recensement de 2006, la population de la ville était de 4 292 habitants répartis dans 800 familles.